# Joan Mary Fry
Joan Mary Fry  (* 27. Juli 1862, London; † 25. November 1955) war eine englische Aktivistin für Frieden und soziale Reformen aus dem Quäkertum (Religious Society of Friends).

## Leben

### Jugend
Joan Fry wurde am 27. Juli 1862 in London geboren. Sie entstammte einer wohlhabenden Familie aus der Religious Society of Friends. Sie war die Tochter des Richters, Sir Edward Fry und dessen Frau Mariabella Hodgkin (1833–1930). Ihr Bruder war der Kunstkritiker Roger Fry, ein Mitglied der Avantgarde–Bloomsbury Group, ihre Schwestern die Gefängnisreformerin Margery Fry, die Schriftstellerin Ruth Fry und die Dichterin und Bryologin Agnes Fry.

### Wirken
Während des Ersten Weltkrieges diente sie als Gefängnisseelsorgerin (Quaker Prison Chaplain) und unterstützte Kriegsdienstverweigerer (conscientious objector) vor Gerichten und im Gefängnis.
1919 reiste sie mit anderen Freunden in das besiegte Deutschland und organisierte dort Lebensmittelverteilungsnetze zur Hungerhilfe. Sieben Jahre später, 1926, kehrte Fry nach Großbritannien zurück, wo sie sich weiter für die Bekämpfung von Armut und Arbeitslosigkeit einsetzte.
Sie hielt 1910 bei der Londoner Jahresversammlung der Quäker die Swarthmore-Vorlesung mit dem Titel „Die Gemeinschaft des Lebens“ („The Communion of Life“).

### Pflege
Als ihre Schwägerin Helen Coombe dauerhaft in eine Nervenheilanstalt gehen musste, half sie ihrem Bruder Roger mit der Erziehung der Kinder.

## Tod
Fry starb in London am 25. November 1955.

## Anerkennung
Die Briefmarkenserie „Britons of Distinction“ der Royal Mail – vom 23. Februar 2012 – würdigten zehn Persönlichkeiten aus der Welt der Wissenschaft und Technologie, Architektur, Politik und Kunst. Eine davon zeigt Joan Mary Fry.

## Werke
Eine Übersicht ist in der Library of the Religious Society of Friends in London erhältlich
- The communion of life. - 1910 Swarthmore Lecture
- For fellowship and freedom: some aspects of the Society of Friends. - 1908, (1920: Freundschaft und Freiheit: einige Gesichtspunkte zum Verständnis der Gesellschaft der Freunde. Schwedisch, 1921: Gemenskap och frihet: några synpunkter till klargörande av Vännernas Sällskap.)
- In downcast Germany 1919-1933. - 1944 (Zwischen zwei Weltkriegen in Deutschland: Erinnerungen einer Quäkerin. 1947)
- Sidelights on Biblical texts. - [1956]

Kleinschriften
- Some papers and addresses from the Friends summer school, Birmingham, September, 1899 / Rawnsley, H. D.; Graham, John William, Fry, Edward; Cremer, Pastor; Fry, Joan Mary; Wallis, Mary Anne, 1847-1918; Govan, Horace E.; Grubb, Edward, 1854-1939; Braithwaite, William Charles.
- Christ and peace: a discussion of some fundamental issues raised by the war: essays /Henry T Hodgkin, Richard Roberts, A. Maude Royden, W.E. Orchard,J St.G Heath, W. Fearon Halliday. Introduced and edited by Joan Mary Fry.,[4]
- Echoes from Scarborough: being a series of papers read at the Scarborough Summer School, 1897 / Braithwaite, William Charles; Crosfield, Gulielma; Fry, Joan Mary; Hodgkin, Thomas; Littleboy, William; Richardson, Anne Wakefield; Rowntree, John Stephenson; Newman, Henry Stanley; Wallis, Mary Anne.
- Friends lend a hand in alleviating unemployment: the story of a social experiment extending over 20 years, 1926-1946 / Fry, Joan Mary; Richmond, Arthur Cyril. 1947